# Wspólnota administracyjna Uttenreuth
Wspólnota administracyjna Uttenreuth – wspólnota administracyjna (niem. Verwaltungsgemeinschaft) w Niemczech, w kraju związkowym Bawaria, w rejencji Środkowa Frankonia, w regionie Industrieregion Mittelfranken, w powiecie Erlangen-Höchstadt. Siedziba wspólnoty znajduje się w miejscowości Uttenreuth.
We wspólnocie zrzeszone są cztery gminy wiejskie (Gemeinde): 
- Buckenhof
- Marloffstein
- Spardorf
- Uttenreuth

Największym problemem czterech gmin jest sporna kwestia przebiegu południowej obwodnicy Erlangen, która przecinałaby gminę Buckenhof i las Sebalder Reichswald.